# Râul Couze Pavin
Couze Pavin este un râu în centrul Franței, afluent al fluviului Allier, în dreptul localității Issoire.
Râul, a cărui denumire provine din dialectul auvergnat al limbi occitane (couze se traduce ca și torent) izvorăște din apropierea vârfului Puy de Sancy și traversează dinspre amonte spre aval localitățile Besse-en-Chandesse și Issoire.